# Alda (tengwar)
Alda es la cuarta letra adicional del sistema de escritura que inventó J. R. R. Tolkien en sus obras como El Señor de los Anillos conocido como tengwar.
Es una modificación de la letra lambe (haciendo que sea seguida de h(lh).
En el Alfabeto Fonético Internacional es la aproximante lateral palatal, que en castellano es "ll" no "y".
- Datos: Q30907006